# Stražiště (Počaply)
Stražiště (deutsch Straschischt) ist ein Ortsteil der Gemeinde Počaply in Tschechien. Er liegt vier Kilometer südöstlich von Březnice und gehört zum Okres Příbram.

## Geographie
Stražiště befindet sich im Mittelböhmischen Hügelland. Das Dorf liegt auf einem Höhenrücken rechtsseitig über dem Tal der Vlčava (Mirowitzer Bach). Im Norden und Osten führt die Bahnstrecke Protivín–Zdice durch das Tal der Vlčava, nächste Bahnstation ist Dobrá Voda. Östlich erhebt sich die Ohařská hora (518 m), im Südosten der Myslínek oder Boješický vrch (492 m), südwestlich die Rampaška (516 m) sowie im Westen die Stražiště (507 m) und die Šance (512 m).
Nachbarorte sind Dobrá Voda, Holandr und Starosedlský Hrádek im Norden, Školův Mlýn und Nestrašovice im Nordosten, Řeteč, Liskovec und Ohař im Osten, Řejvodův Mlýn, Boješice und Myslín im Südosten, Na Drahách, Lhotka und Holý Vrch im Süden, Na Pazdernách und Počaply im Südwesten, Počapelský Mlýn, Martinice und Bubovice im Westen sowie Březnice, Zámecký okres, Bor und V Hamru im Nordwesten.

## Geschichte
Auf dem Hügel Šance über dem Zusammenfluss von Mlýnský potok und Vlčava befand sich im Frühmittelalter die slawische Burg Bozeň, zu der auch eine befestigte Siedlung auf dem Hügel Stražiště gehörte.
Die erste schriftliche Erwähnung von Stražiště erfolgte im Jahre 1352.
Zu den Besitzern gehörten u. a. die Herren Wrabsky von Wraby auf Drahenice. Wilhelm d. Ä. Wrabsky Tluksa von Wraby ließ zwischen 1613 und 1616 in der Kirche Johannes des Täufers die Wrabskysche Familiengruft erbauen. Später wurde Stražiště von der Allodialherrschaft Drahenice abgetrennt und zum Gut Myslín untertänig.
Im Jahre 1837 bestand Stražissť aus neun Häusern mit 70 Einwohnern. In der örtlichen Filialkirche Johannes des Täufers wurde an jeden dritten Sonntag Gottesdienst abgehalten. Abseits lag am Mirowitzer Bach die Ruine Hrad. Pfarr- und Schulort war Mirowitz. Bis zur Mitte des 19. Jahrhunderts blieb Stražissť dem Gut Mislin, einem Teil der Fideikommissherrschaft Worlik samt den Allodialgütern Zalužan, Zbenitz und Bukowan, untertänig.
Nach der Aufhebung der Patrimonialherrschaften bildete Strážiště/Stražischt ab 1850 einen Ortsteil der Gemeinde Lety in der Bezirkshauptmannschaft Písek und dem Gerichtsbezirk Mirowitz. Zwischen 1873 und 1875 erfolgte im Tal der Vlčava der Bau der Bahnstrecke Protivín–Zdice. Im Jahre 1887 lösten sich Myslín und Stražiště von Lety los und bildeten die Gemeinde Myslín. Stražiště bestand im Jahre 1910 aus zehn Häusern und hatte 85 Einwohner. Im Zuge der Bodenreform wurde das zum Großgrundbesitz der Fürsten Schwarzenberg gehörige Gut Myslín zwischen 1923 und 1924 parzelliert, der verbliebene Rest des Gutes fiel dabei dem tschechoslowakischen Staat zu. Der Ortsteil Stražiště wurde 1952 auf eigenen Wunsch nach Počaply im Okres Příbram umgemeindet. Am 1. Januar 1976 wurden Počaply und Stražiště nach Březnice eingemeindet. Am 24. November 1990 lösten sich beide Ortschaften wieder von Březnice los und bildeten die Gemeinde Počaply. Im Jahre 1991 hatte Stražiště elf Einwohner, beim Zensus von 2001 lebten in den sieben Wohnhäusern sechs Personen.

## Sehenswürdigkeiten
- Romanische Kirche Johannes des Täufers, erbaut im 14. Jahrhundert. Sie wurde in den Jahren 1613–1616 umgestaltet. In der Kirche befindet sich die Familiengruft der Wrabsky von Wraby. Um die Kirche liegt ein verfallener Friedhof.
- Hügel Šance mit Burgstall Bozeň, er gilt als archäologische Fundstätte.
- Ruine Hrochův Hrádek, nördlich des Dorfes an der Vlčava